# Чжэцзян Итэн
«Чжэцзян Итэн» (кит. упр. 浙江毅腾, пиньинь Zhèjiāng Yìténg) — китайский футбольный клуб из города Шаосин, провинция Чжэцзян. В настоящее время выступает во второй лиге Китая по футболу. Известен хорошей футбольной школой для юниоров, которая подготовила большое количество профессиональных игроков для китайского футбола — Ван Далэя, Ян Сюя, Юя Ханьчао, Дун Фанчжо, Чжао Сюйжи, Ань Ци, Цзи Минъи. Основным спонсором является корпорация «Итэн» и её президент Цуй И.

## История создания
С самого начала клуб представлял северо-восток Китая. За прошедшие годы выступал в Даляне (Ляонин), Харбине (Хэйлунцзян), Яньтае (Шаньдун). 
Первая команда появилась в 1988 году в Даляне и называлась «Далянь Телу», а с 1989 года она начала выступления в Лиге-И китайского чемпионата. С 1994 года с клубом начала сотрудничать корпорация «Итэн». Стадион предоставляло Бюро железных дорог Даляня, а корпорация «Итэн» финансировала клуб. В этот период команда заняла второе место в Лиге-И и получила право выступать в Лиге Цзя-Б. Однако, в следующем 1995 году команда выступила неудачно и вновь потеряла место во втором по значимости дивизионе Китая. Корпорация «Итэн» настояла на изменении название клуба и с этого периода он стал называться ФК «Далянь Телу Итэн», а с 1996 года стала официальным спонсором. В 1997 году команда объединилась с вылетевшим в третий дивизион представителем Даляня «Далянь Шуньфа». В этом же году клуб перестал сотрудничать с Бюро железных дорог и был вынужден сменить основной стадион и город. Команда переехала в Аньшань (провинция Ляонин) и сменил название на «Аньшань Итэн Ляньте». В 1999 году у команды появилась возможность вернуться во вторую лигу, однако из-за ряда событий клуб был лишен профессионального статуса, а часть игроков присоединилась к «Далянь Шидэ». 
В 2005 году было решено заново основать команду, на этот раз в Харбине. 20 декабря 2005 года Китайская футбольная ассоциация официально рассмотрела заявку команды и одобрила участие в турнире под названием «Харбин Итэн». Также клубу был возвращен профессиональный статус. В 2006 году «Харбин Итэн» занял второе место в Лиге-И и с 2007 года получил право выступать в Первой лиге Китая. Таким образом, через двенадцать лет команда вновь добралась до второго дивизиона. Для участия в чемпионате было заявлено 38 игроков, однако это не помогло - в последних 16-и играх клуб не одержал ни одной победы, установив новый антирекорд второй и третьей лиги. В играх на вылет с ФК «Хух-Хото» получила право остаться во втором дивизионе. 
В марте 2008 года команда вновь сменила место пребывания, на этот раз переехав в город Яньтай (провинция Шаньдун). Китайская футбольная ассоциация официально зарегистрировала команду под названием ФК «Яньтай Итэн». В первом круге команда претендовала на высокие места и даже могла подумывать о выходе в Суперлигу, но во втором круге произошел спад и команда начала опускаться вниз. По итогам сезона было одержано всего пять побед. В итоге, ей не хватило одного очка для того, чтобы остаться во втором дивизионе. Во время пребывания в Яньтае (2008-2009 гг.) клуб стал первым в истории города профессиональным футбольным клубом.
В 2009-2011 годах команда выступала в Даляне под названием «Далянь Итэн». Однако, простора для развития было недостаточно - в города и так существовало два клуба, представляющих более высокие дивизионы - «Далянь Шидэ» и «Далянь Аэрбин». В итоге было решено вновь сменить место пребывания. 
С 2011 года выступал в Харбине. Команда в основном составлена из игроков 1989 и 1990 годов рождения. В рамках розыгрыша 2011 года вышла во второй дивизион вместе с ФК «Чунцин», таким образом, возвращение во вторую лигу заняло три года. 
С 2011 года уже подготовила для Суперлиги нескольких игроков. Возглавляет клуб известный на северо-востоке тренер Дуань Синь, который ранее возглавлял команды «Шэньян Цзиньдэ», «Шэньян Дунцзинь». 
В розыгрыше первой лиши 2013 года клуб занял второе место и с 2014 года будет выступать в Суперлиге. По итогам сезона 2018 во второй лиге КНР, клуб занял 12-е место и был понижен до третьего дивизиона.

## Изменение названия клуба
- 1988—1994 Далянь Телу (大连铁路)
- 1995—2005 Далянь Итэн (大连毅腾)
- 2006—2007 Харбин Итэн (哈尔滨毅腾)[2]
- 2008—2009 Яньтай Итэн (烟台毅腾)
- 2009—2011 Далянь Итэн (大连毅腾)
- 2011—2015 Харбин Итэн (哈尔滨毅腾)
- 2016— Чжэцзян Итэн (浙江毅腾)

Логотип ФК Харбин Итэн (2011—2012)
Логотип ФК Харбин Итэн (2012—н. в.)

## Изъятые номера
12 – в марте 2013 года из обращения был изъят номер 12 как дань уважения болельщикам команды.

## Результаты
- По итогам сезона 2018[3][4]

За все время выступлений
| Сезон    | 1989 | 1991 | 1994 | 1995 | 1996 | 1997 | 1998 | 1999 | 2006 | 2007 | 2008 | 2009 | 2010 | 2011 | 2012 | 2013 | 2014 | 2015 | 2016 | 2017 | 2018 |
| -------- | ---- | ---- | ---- | ---- | ---- | ---- | ---- | ---- | ---- | ---- | ---- | ---- | ---- | ---- | ---- | ---- | ---- | ---- | ---- | ---- | ---- |
| Дивизион | 3    | 3    | 3    | 2    | 3    | 3    | 3    | 3    | 3    | 2    | 2    | 3    | 3    | 3    | 2    | 2    | 1    | 2    | 2    | 2    | 2    |
| Место    | 5    | 5 1  | 3    | 10   | 4 2  | 3 2  | 4    | 3 2  | 2    | 12   | 13   | 5 1  | 4    | 1    | 4    | 2    | 16   | 5    | 13   | 13   | 12   |

- ↑  на групповой стадии
- ↑  в финальной стадии